# ANCA関連血管炎
ANCA関連血管炎（ANCAかんれん・けっかんえん）とは、血管炎症候群のうち、血中から抗好中球細胞質抗体(antineutrophil cytoplasmic antibody; ANCA)が検出される事が特徴の壊死性血管炎疾患群であるで、AAV と表記される事がある。毛細血管や細動静脈などの中小型血管が障害される。
疫学的視点および病態的視点から見た場合、欧米では多発血管炎性肉芽腫症が大半を占めるが、日本では「高齢発症」「顕微鏡的多発血管炎の比率が高い」などの特徴があるため、日本に合わせた診療ガイドラインが策定された。

## 概念
疾病が原因となっている原発性と薬剤の副作用が原因の続発性に大別される。
原発性（発症原因不明）
原発性は下記の 3 つに分類される。
| 略語 | 疾患名                                                                       | 旧名称                                                |
| ---- | ---------------------------------------------------------------------------- | ----------------------------------------------------- |
| MPA  | 顕微鏡的多発血管炎 (microscopic poly-angiitis)                               |                                                       |
| GPA  | 多発血管炎性肉芽腫症 (granulomato-sis with polyangiitis)                     | ウェゲナー肉芽腫症                                    |
| EGPA | 好酸球性多発血管炎性肉芽腫症 (eosinophilic granulomatosis with polyangiitis) | チャーグ・ストラウス症候群 アレルギー性肉芽腫性血管炎 |

続発性
抗甲状腺薬ののプロピルチオウラシル(propylthiouracil; PTU)や降圧薬のヒドララジンなどにより誘発される薬剤関連

## 臨床
血中から抗好中球細胞質抗体が検出されることが多いが、GPAはproteinase 3(PR3)抗体(c-ANCA)が多く、MPAはmyeloperoxidase(MPO)抗体(p-ANCA)が多く検出される。EGPAでは腎臓疾患のないEGPA患者では約25%のみがANCA陽性であるのに対し、腎臓疾患があるEGPAでは75%が、壊死性糸球体腎炎が認められたEGPAでは100%の患者がANCA陽性を示す。

## 症候
多彩な症状を呈し、バーミンガム血管炎活動性スコア version 3 による評価が行われる。
1. 全身症状
  - 筋痛、関節痛／関節炎、38.0℃以上の発熱、2kg以上の体重減少
2. 皮膚病変
  - 梗塞、紫斑、潰瘍、壊疽、他の皮膚血管炎
3. 粘膜／眼病変
  - 口腔潰瘍、陰部潰瘍、付属器炎、眼球突出、強膜炎／上強膜炎、結膜炎／眼瞼炎／角膜炎、霧視、突発性視野欠損、ぶどう膜炎、網膜異常（血管炎／血栓症／滲出物／出血）
4. 耳鼻咽喉病変
  - 鼻出血／痂皮形成／潰瘍／肉芽腫、副鼻腔炎、声門下狭窄、伝音性難聴、感音性難聴
5. 胸部病変
  - 喘鳴、結節または空洞、胸水／胸膜炎、気管内病変、大量喀血／肺胞出血、呼吸不全
6. 心血管病変
  - 脈拍消失、心弁膜症、心外膜炎、狭心痛、心筋症、鬱血性心不全
7. 腹部症状
  - 腹膜炎、血性下痢、虚血による腹痛
8. 腎病変高血圧、蛋白尿
9. 神経病変
  - 頭痛、髄膜炎、器質性錯乱、痙攣、卒中発作、脊髄病変、脳神経麻痺、末梢神経障害（知覚）、運動性多発単神経炎

## 鑑別疾患
以下の疾患を除外する。
1. 悪性腫瘍
2. 感染症（B型肝炎、C型肝炎、HIV、結核、亜急性細菌性心内膜炎）
3. 薬剤性（ヒドララジン、プロピルチオウラシル、コカイン、アロプリノール）
4. 二次性血管炎（リウマトイド血管炎、全身性エリテマトーデス、シェーグレン症候群、結合組織病）
5. ベーチェット病、高安動脈炎、巨細胞性動脈炎、川崎病、クリオグロブリン血症、IgA血管炎、抗GBM抗体関連疾患
6. 血管炎類似疾患（コレステロール塞栓症、小動脈石灰化によるカルフィラキシス、劇症型抗リン脂質抗体症候群、心房粘液腫）
7. サルコイドーシスと他の非血管炎性肉芽腫性疾患

## 治療
ステロイド(プレドニゾロン)およびシクロフォスファミドが標準治療とされていた。最近の研究では、リツキシマブ（B細胞のCD20に対するモノクローナル抗体製剤）がこれらと遜色のない効果を有することを示唆している。
- 寛解維持において、リツキシマブはアザチオプリンの約6分の1に再発を抑制した[6]。